# Marijana Grandits
Marijana Grandits (* 5. November 1954 in Stinatz) ist eine österreichische Dokumentarfilmerin und ehemalige Politikerin (GRÜNE). Grandits war von 1990 bis 1994 Abgeordnete zum Österreichischen Nationalrat.

## Leben
Grandits besuchte nach der Absolvierung der Pflichtschule das musischpädagogische Gymnasium, an dem sie 1973 die Matura ablegte. Sie studierte danach von 1973 bis 1982 Slawistik und Sportwissenschaften an der Universität Wien, wobei sie ihr Studium mit dem akademischen Grad Magistra abschloss. Zudem studierte Grandits von 1982 bis 1983 am Bologna Center der Johns Hopkins University, erwarb ein Diplom in Internationalen Beziehungen und absolvierte Auslandsstudien in Zagreb, Krakau und Moskau. Zudem absolvierte sie von 1986 bis 1988 eine Ausbildung zur Spielpädagogin an der Akademie Remscheid. Nach einem Praktikum in der Abteilung für Außenhandelsbeziehungen bei der Europäischen Gemeinschaft in Brüssel war Grandits von 1984 bis 1985 als Lehrerin am BG/BRG Mattersburg tätig. Sie war von 1985 bis 1988 Geschäftsführerin am Europahaus Eisenstadt und ab 1988 freie Referentin für entwicklungspolitische Themen. Zudem arbeitete sie ab 1988 bei verschiedenen ORF-Dokumentationen mit und verfasste zwischen 1989 und 1990 die dreiteilige Dokumentation Die Jüdische Margerite.

## Politik
Marijana Grandits vertrat die Grünen zwischen dem 5. November 1990 und dem 6. November 1994 im Nationalrat. Nach ihrer politischen Karriere war Grandits unter anderem Direktorin im Stabilitätspakt für Süd-Ost-Europa.

## Auszeichnungen
- 2015 Bruno-Kreisky-Preis für Verdienste um die Menschenrechte, Laudatio: Manfred Nowak